# Quartinia turneri
Quartinia turneri är en stekelart som först beskrevs av Schulthess 1932.  Quartinia turneri ingår i släktet Quartinia och familjen Masaridae. Inga underarter finns listade i Catalogue of Life.